# Södertälje FK
Södertälje Fotbollsklubb är en fotbollsklubb från Södertälje i Sverige. 
Klubben bildades 2012 genom sammanslagning av föreningarna FF Södertälje, Östertelge BoIS och Brunnsängs IK. Under året inledde Södertälje FK med spel i division 6. 2013 gick laget ihop med Assyriska United FK och spelade i division 5. Inför säsongen 2014 slogs klubben ihop med Bethnahrin Suryoye IK och tog över lagets plats i division 2. Under året gick även Syrianska BoIS samman med klubben.
Södertälje FK spelar från och med säsongen 2022 i division 5.

## Resultat efter säsong
| Säsong | Nivå | Serie                     | Placering | Serierörelse |
| ------ | ---- | ------------------------- | --------- | ------------ |
| 2012   | 8    | Division 6 Östra          | 6         |              |
| 2013   | 7    | Division 5 Svart          | 9         |              |
| 2014   | 4    | Division 2 Södra Svealand | 1         | Uppflyttad   |
| 2015   | 3    | Division 1 Norra          | 14        | Nedflyttad   |
| 2016   | 4    | Division 2 Södra Svealand | 12        |              |
| 2017   | 4    | Division 2 Södra Svealand | 10        |              |
| 2018   | 4    | Division 2 Norra Svealand | 9         |              |
| 2019   | 4    | Division 2 Södra Svealand | 14        | Nedflyttad   |
| 2020   | 5    | Division 3 Södra Svealand | 12        | Nedflyttad   |
| 2021   | 6    | Division 4 Södermanland   | 11        | Nedflyttad   |
| 2022   | 7    | Division 5 Södermanland   |           |              |